# Kim Sung-su (Regisseur, 1961)
Kim Sung-su (* 1961) ist ein südkoreanischer Filmregisseur und Drehbuchautor.

## Leben
In den 1990er Jahren begann Kim Sung-sus Karriere in der Filmindustrie als Drehbuchautor, Requisiteur und Regieassistent an Filmen wie Blue in You, Berlin Report und They Were Like Us. Sein Debütfilm Scream City wurde von der Kritik gelobt und erhielt den Kritikerpreis des Seoul Independent Film Festival. 1997 sorgte sein Film Beat für den Starstatus der Hauptdarsteller, Jung Woo-sung und Ko So-young. 1998 veröffentlichte er den Film City of the Rising Sun, mit Lee Jung-jae und erneut mit Jung Woo-sung. 2001 veröffentlichte er den aufwendigen Historienfilm Musa – Der Krieger mit Jung Woo-sung und Zhang Ziyi. 2003 veröffentlichte er die Komödie Please Teach Me English bevor er sich eine Auszeit von zehn Jahren nahm. 2013 kehrte er mit dem Katastrophenfilm Pandemie (Gamgi ‚Grippe‘; intl. Titel: The Flu) zurück. Der Film war mit über drei Millionen Kinobesuchern zwar relativ erfolgreich, erhielt aber überwiegend schlechte Kritiken. 2016 kehrte er mit dem erfolgreicheren Gangsterfilm Asura: The City of Madness zurück, in dem erneut Jung Woo-sung die Hauptrolle spielte.

## Filmografie
- 1990: Black Republic (Drehbuch)
- 1991: Berlin Report (Regieassistent)
- 1991: Fly High Run Far (Stab)
- 1992: Blue in You (Script Editor)
- 1994: Out to the World (Script Editor)
- 1995: Runaway (Regie, Drehbuch)
- 1995: Sunset into the Neon Lights (Script Editor)
- 1997: Beat (Regie)
- 1998: City of the Rising Sun (Regie, Drehbuch)
- 2001: Musa – Der Krieger (Regie, Drehbuch)
- 2003: Please Teach Me English (Regie, Drehbuch, Produzent)
- 2006: The Restless (Produzent)
- 2010: My Ex-Wife’s Wedding (Produzent)
- 2013: Pandemie (Regie)
- 2016: Asura: The City of Madness (Regie, Drehbuch)